# Paolo Meneguzzi
Paolo Meneguzzi (Mendrisio, Cantón del Tesino, 6 de diciembre de 1976), desde 2013 conocido como Pablo Meneguzzi, es un cantante suizo que también posee la ciudadanía italiana. Es conocido sobre todo en Suiza, Italia y América. 
Meneguzzi saltó a la fama en 1996, cuando ganó el XXXVII Festival Internacional de la Canción de Viña del Mar con la canción Aria, Ariò, representando a Italia. En 2001, obtuvo el séptimo lugar en el Festival de San Remo. Posteriormente, volvió a participar en el festival italiano en cuatro ocasiones más; aunque no ganó, se adjudicó el cuarto puesto en 2004 con Guardami negli occhi (Prego).
Meneguzzi fue elegido para representar a Suiza en el Festival de la Canción de Eurovisión 2008 que se realizó en la ciudad de Belgrado (Serbia). El tema, denominado Era stupendo, participó en la segunda semifinal del certamen musical pero no logró clasificar a la fase final, pese a ser considerado uno de los favoritos.

## Biografía

### Inicios y carrera en Chile
Nació como Pablo Meneguzzo en el cantón del Tesino en la Suiza italoparlante, aunque creció en la ciudad italiana de Varese, en Lombardía. Durante su infancia y adolescencia, Meneguzzi participó en diversos grupos musicales y como DJ, antes de participar en un concurso musical en junio de 1994 donde conoció al productor Massimo Scolari, con quien grabó sus primeros demos.
Sus primeros éxitos en el mundo musical surgieron a inicios de 1996 tras su participación en la XXXVII edición del Festival Internacional de la Canción de Viña del Mar, donde compitió representando a Italia con la canción Aria Ariò. Allí, obtuvo gran éxito entre el público, especialmente el adolescente y femenino, y finalmente ganó la Gaviota de plata como mejor canción. Es así como hasta la actualidad, mantiene el apoyo de su primer club de fanes oficial, Dolce Emozione Chile.
Con el éxito en Viña de Mar, Paolo Meneguzzi lanzó su carrera en Chile con gran éxito. El 27 de marzo de 1996 fue lanzado Por amor, su disco debut, y luego lanzaría Paolo en 1997, donde destacó el sencillo Sí, enamorarse. Emociones, su tercer álbum en español, es un compilado de versiones propias de grandes éxitos italianos, el que se emitió en 1999. A comienzos de ese mismo año, vuelve con Aria Ariò al XLI Festival de Viña del Mar, cuando se realizó una competición para elegir a la mejor de las canciones ganadoras del evento en sus últimos cuarenta años; aunque Aria ariò fue considerada una de las diez mejores por la organización de certamen, no logró pasar a la semifinal.

### Ingreso en el mercado italiano
Recién en 2001, Paolo Meneguzzi entraría al mercado de su lengua materna con su participación en el Festival de Sanremo con el tema Ed io non ci sto più, con el que obtuvo el séptimo lugar. Tras dicho evento, lanzó su primer disco en italiano Un sogno nelle mani, que en español fue lanzado el mismo año como Un sueño entre las manos.
En 2002, su sencillo In nome dell'amore obtiene éxito en las radios italianas y además vende más diez mil copias, permaneciendo por cinco meses en las listas de los más vendidos. Vero falso, lanzado en abril de 2003, también logra buenos resultados, seguido por su tercer sencillo en italiano, Lei è, que sirve como anticipo de su disco homónimo. El álbum Lei è es lanzado en octubre de 2003 recibe disco de oro y doble disco de platino por más de doscientas mil copias vendidas.
En 2004, Meneguzzi participa nuevamente en Sanremo con el tema Guardami negli occhi (Prego). Dicho tema obtiene 127 346 votos, colocándolo en el cuarto lugar, su mejor posición en el certamen. Una nueva edición del álbum Lei è fue lanzada y en el mes de junio de ese año dio inicio a su primera gira por Italia y Suiza. El 18 de octubre realiza una visita a Francia donde graba un dueto con Ophelie Cassy como anticipo del lanzamiento de Elle est, su primer álbum en francés.
Non capiva che l'amavo fue el tema con el que participó en el Festival de Sanremo del año 2005 y con el que inició la promoción de su disco Favola, que alcanzó doble disco de platino pese a que el sencillo original fue eliminado en primera ronda del Festival. En ese año lanza Ella es, la edición en español de Lei è.

### Internacionalización

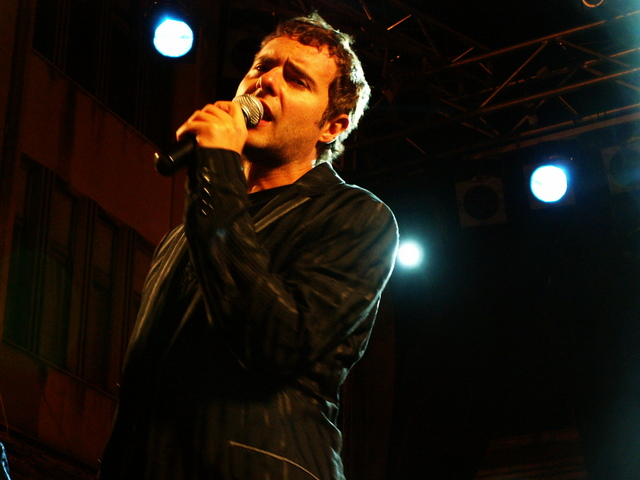
Paolo Meneguzzi cantando durante el Musica Tour.

En 2007, volvió a presentarse a Sanremo con el tema Musica, alcanzando el sexto puesto con un 5,38 % de los votos. Musica, su cuarto álbum en italiano, se lanza el 9 de marzo de 2007 con moderado éxito, recibiendo disco de oro y platino. Al mes siguiente da inicio a su gira Musica Tour en la localidad suiza de Biasca, donde fue grabada la versión en vivo del álbum, lanzada como CD y DVD el 30 de noviembre de ese año.

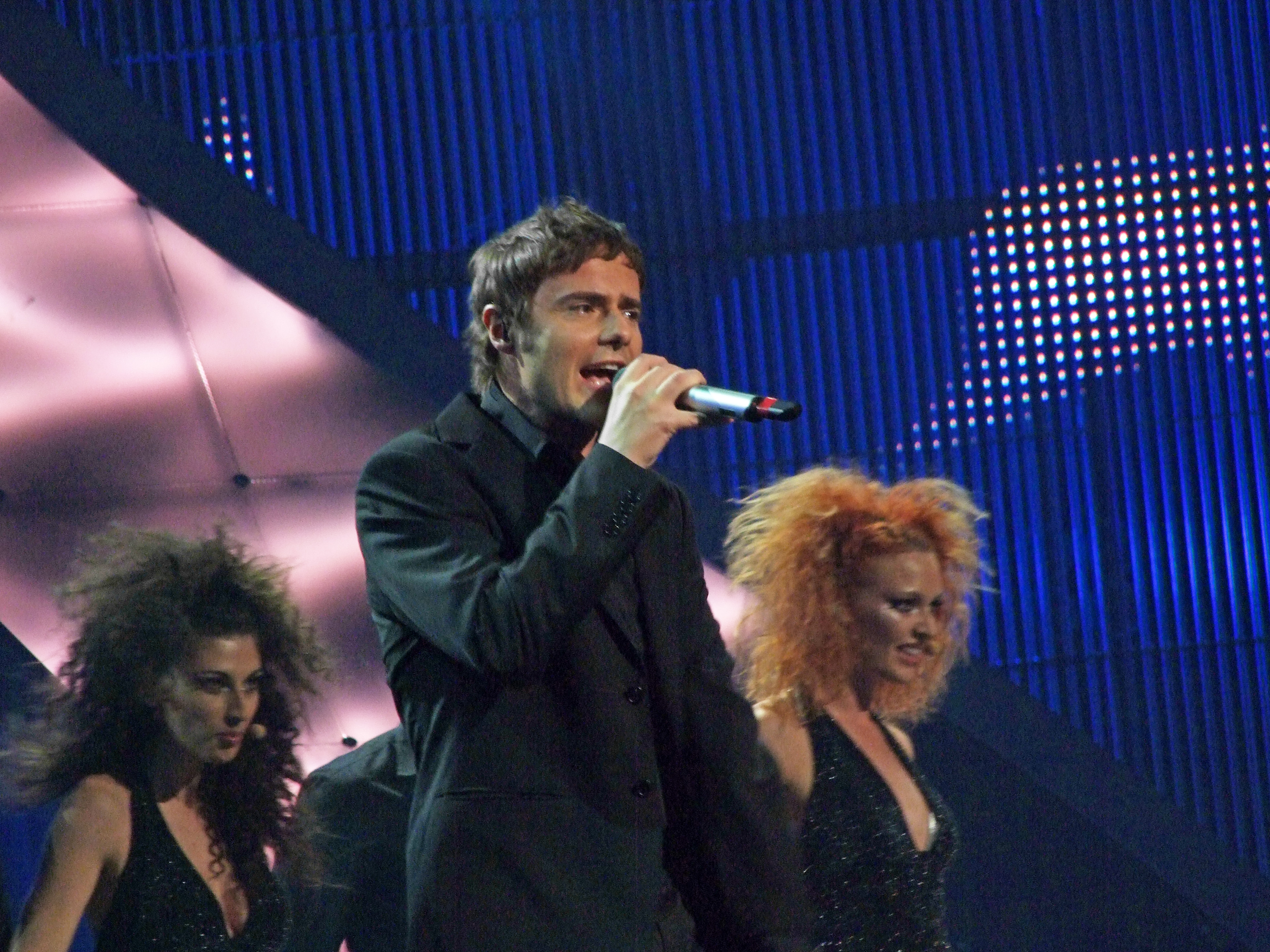
Meneguzzi presentándose en el Festival de la Canción de Eurovisión 2008.

A esas alturas, Meneguzzi fue contactado por la cadena de televisión SRG SSR idée suisse para representar a su país natal en el Festival de la Canción de Eurovisión 2008, realizado en mayo de ese año en Belgrado, capital de Serbia. El tema Era stupendo con el que participó, fue considerado como uno de los favoritos inicialmente, pero finalmente no clasificó en la segunda semifinal, alcanzando el 13.º puesto entre 19 países con un total de 47 puntos, de los cuales 10 fueron entregados por Albania y 12 (el máximo posible) fueron de Malta.
En su quinta participación en Sanremo, obtuvo nuevamente el sexto lugar con Grande, primer sencillo del disco homónimo Corro via, que alcanzó gran éxito en Italia (llegando al disco de platino), seguido de Era stupendo. A mediados de 2008, Meneguzzi anunció su regreso al mercado hispanoamericano, lanzando el álbum Música, que recopilaba versiones en español de varios de sus últimos discos. Tú eres música (versión en español del sencillo Musica que participó en San Remo 2007) fue el primer sencillo, alcanzando importante rotación en las radios latinoamericanas y latinas de Estados Unidos. Debido a su éxito con Tú eres música, Paolo Meneguzzi fue invitado como miembro del jurado internacional para el L Festival Internacional de la Canción de Viña del Mar, presentándose el 26 de febrero de 2009 en la Quinta Vergara. Sin embargo, Meneguzzi vivió un complicado momento luego de que El Monstruo (nombre con el que se conoce al público del Festival) exigiera con pifias el regreso de Simply Red, que se había presentado antes, a lo que se sumaron problemas técnicos en su guitarra al iniciar la presentación; pese a las pifias iniciales, el cantante logró revertirlas parcialmente con una mezcla de sus temas más conocidos.
Ese mismo año, Meneguzzi se integró a una obra benéfica que va en ayuda de jóvenes y niños de escasos recursos en Suiza, denominada Progetto Amore («Proyecto amor»), y que culminó con un concierto en la localidad de Stabio, el 7 de junio de 2009, cerca de su natal Mendrisio.
En 2010 lanzó un nuevo disco en italiano, titulado Miami, y al año siguiente editó su primer álbum compilatorio, Best of: Sei amore. En 2012, estrena la versión en español para América Latina llamado Mi misión.

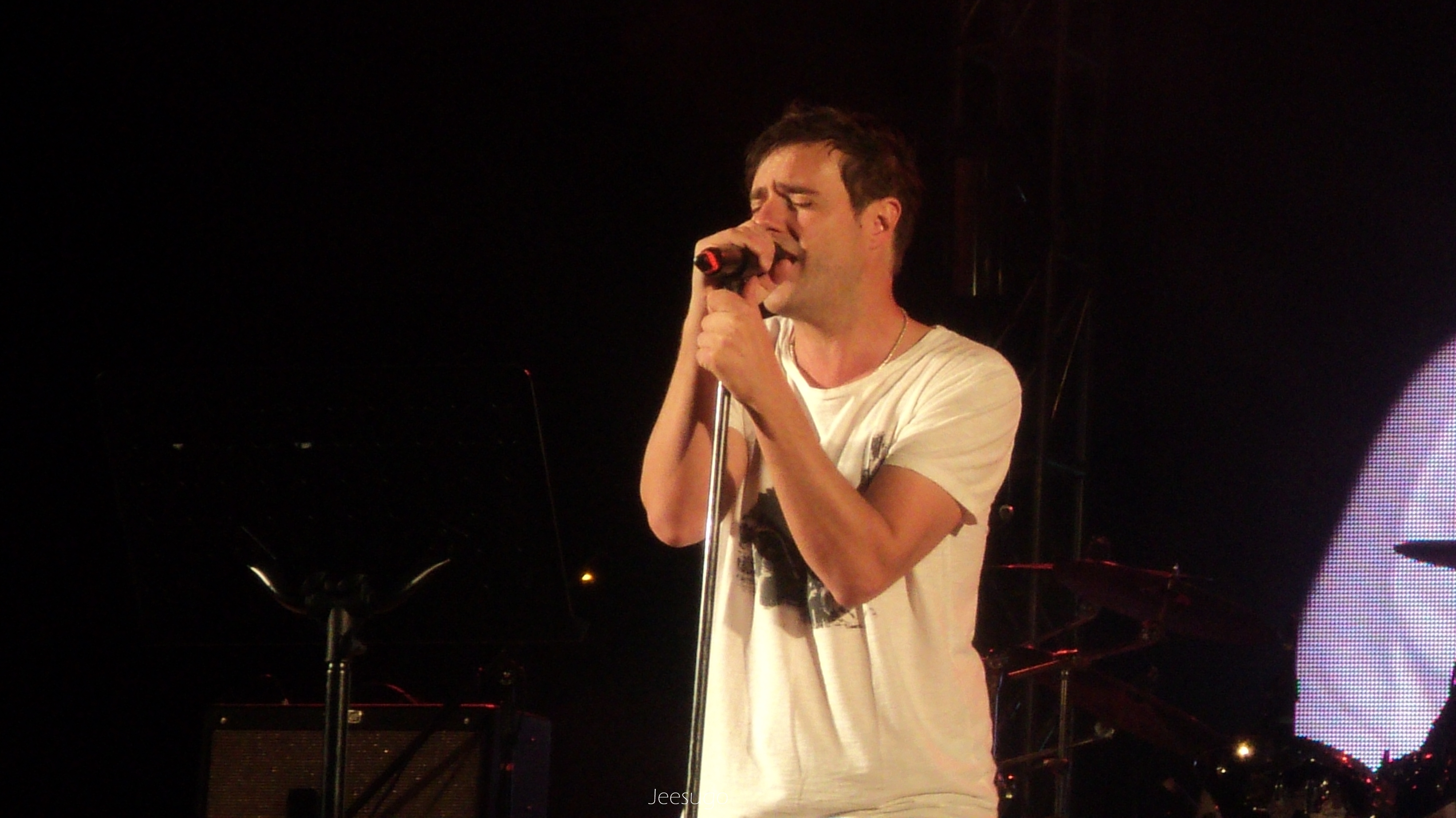
Paolo Meneguzzi en Constitución, Chile.

En octubre de 2013 lanza su última producción en italiano, titulada Zero, disco que logró posesionarse durante el primer mes entre los más vendidos en Amazon.it, es un álbum cuya distribución se ha dado solo en formato físico y no en digital y en su interior se encontraba la información necesaria para asistir a un concierto que se realizaría a fines de 2014, con motivo de celebrarse su cumpleaños número 40. 
Durante febrero de 2014, realizó una gira por Chile reencontrándose con sus seguidores en una gira con seis presentaciones, en Punta Arenas, Taltal, Iquique, Constitución, Valdivia y Temuco. En noviembre del mismo año, regresa a Chile con motivo de un nuevo Tour que incluye tanto presentaciones en casinos del país, como conciertos exclusivos para festejar su cumpleaños.

### 20 años de carrera
En febrero de 2016 se cumplen 20 años de que Paolo Meneguzzi iniciara su carrera artística en Chile. Por este motivo, regresa al país en un nuevo tour desde enero a marzo, promocionando además su nuevo sencillo titulado «Dedicada a ti». Cuyo videoclip oficial cuenta con la participación de seguidores de distintas partes del mundo.

## Discografía

### En español
Para España e Hispanoamérica
- 1996 - Por amor
- 1997 - Paolo
- 1997 - Sólo para ti
- 1999 - Emociones
- 2001 - Un sueño entre las manos
- 2005 - Ella es
- 2008 - Música
- 2012 - Mi misión

### En francés
- 2004 - Elle est

### En italiano
- 2001 - Un sogno nelle mani
- 2003 - Lei è
- 2004 - Lei è (reedición)
- 2005 - Favola
- 2007 - Musica
- 2007 - Live Musica Tour
- 2008 - Corro via
- 2010 - Miami
- 2011 - Best of: Sei amore (Recopilatorio)
- 2013 - Zero

### DVD
- 2007 - Live Musica Tour

### Sencillos en español
- 1996 – Aria' Ario'
- 1996 – La primera vez
- 1996 – Loco loco
- 1996 – Eres el fin del mundo
- 1996 – Golpes bajos
- 1997 – Si enamorarse
- 1998 – Por una como tú
- 1998 – Aire de fiesta
- 1999 – Mi libre canción
- 1999 – Sabor de sal
- 2001 – Y yo no aguanto más
- 2001 – Un condenado te amo
- 2001 – Tú me faltabas
- 2005 – Ella es
- 2005 – Mírame a los ojos
- 2005 – Bésame
- 2008 – Tú eres música
- 2009 – Te amo te odio
- 2012 – Mi misión
- 2016 – Dedicada a ti
- 2016 – Verano
- 2019 – Una en un millón
- 2020 – Cuando todo se termine

### Sencillos en francés
- 2004 – Au nom de l'amour (con Ophélie Cassy)
- 2004 – Prends mon corps et ma vie

### Sencillos en italiano
- 2001 – Ed io non ci sto più
- 2001 – Quel ti amo maledetto
- 2001 - Mi seis mancata
- 2002 – In nome dell'amore
- 2003 – Verofalso
- 2003 – Lei è
- 2004 – Guardami negli occhi (prego)
- 2004 – Baciami
- 2004 – Una regola d'amore
- 2005 – Non capiva che l'amavo
- 2005 – Sara
- 2005 – Lui e lei
- 2007 – Musica
- 2007 – Ti amo ti odio
- 2007 – Ho bisogno d'amore
- 2008 – Grande
- 2008 – Era stupendo
- 2008 – Vai via
- 2010 – Imprevedibile
- 2010 – Se per te
- 2011 – Sei amore
- 2012 – Fragile
- 2013 – La vita cos'è
- 2016 – Sogno d'estate
- 2020 – Il coragio